# Questa terra è la mia terra (film)
Questa terra è la mia terra (Bound for Glory) è un film del 1976 diretto da Hal Ashby.
Presentato in concorso al 30º Festival di Cannes, il soggetto è tratto dall'autobiografia omonima Questa terra è la mia terra di Woody Guthrie.

## Trama
Nel 1936, mentre la grande crisi affligge ancora quasi tutta l'America, il giovane Woody Guthrie - capace quasi soltanto di dipingere insegne e suonare la chitarra - lascia la moglie Mary e le loro due figliolette e parte dal Texas per la California, in cerca di fortuna. Unitosi ad altri disperati come lui, prima come clandestino sui treni merci, poi su sconquassati camioncini carichi di masserizie, raggiunge finalmente il Sud, dove trova un precario lavoro come raccoglitore di frutta. Tra i braccianti, malpagati, c'è fermento: si parla di sciopero, si tenta di organizzarli in sindacato: ma gli sgherri dei padroni infrangono a colpi di bastone ogni tentativo di unire i lavoratori e incitarli a lottare. Tra coloro che ci si provano c'è un cantante, Ozark, il quale, diventato amico di Guthrie, di cui ha scoperto le doti di cantante popolare, gli procura un contratto presso una radio locale. Woody ha successo, si fa raggiungere dalla sua famiglia, ma quando i finanziatori del programma gli impongono di rinunciare alle sue canzoni di protesta, egli non si piega, anche se ciò gli costa rinunciare a Mary, e preferisce andarsene vagabondo per l'America, a cantare in favore dei lavoratori.

## Produzione
Per la prima volta venne utilizzata la Steadicam di Garrett Brown, sistema di ripresa stabilizzato che divenne poi di larghissimo e irrinunciabile uso comune

## Riconoscimenti
- 1977 - Premio Oscar
  - Miglior fotografia a Haskell Wexler
  - Miglior colonna sonora a Leonard Rosenman
  - Nomination Miglior film a Robert F. Brumofe e Harold Leventhal
  - Nomination Miglior sceneggiatura non originale a Robert Getchell
  - Nomination Migliori costumi a William Ware Theiss
  - Nomination Miglior montaggio a Robert C. Jones e Pembroke J. Herring
- 1977 - Golden Globe
  - Nomination Miglior film drammatico
  - Nomination Migliore regia a Hal Ashby
  - Nomination Miglior attore in un film drammatico a David Carradine
  - Nomination Miglior attrice debuttante a Melinda Dillon
- 1976 - National Board of Review Award
  - Miglior attore protagonista a David Carradine
- 1977 - Festival di Cannes
  - Nomination Palma d'Oro a Hal Ashby
- 1976 - Los Angeles Film Critics Association Award
  - Migliore fotografia a Haskell Wexler